# Squash-Mannschaftsweltmeisterschaft 1997
Die 16. Mannschafts-Weltmeisterschaft der Herren (englisch 1997 Men’s World Team Squash Championships) fand vom 10. bis 15. November 1997 in Petaling Jaya, Malaysia statt. Insgesamt 32 Mannschaften nahmen teil. Mexiko gab sein Debüt bei einer Weltmeisterschaft.
Titelverteidiger war England, das im Endspiel Kanada besiegte und somit zum zweiten Mal Weltmeister wurde. Es war Kanadas erste Endspielteilnahme. Im Spiel um Platz drei gewann Australien gegen Ägypten und revanchierte sich damit für die Niederlage in derselben Partie zwei Jahre zuvor. Deutschland belegte den neunten Rang, Österreich erreichte den 18. Platz. Die Schweiz schloss das Turnier auf Platz 17 ab.

## Modus
Die teilnehmenden Mannschaften traten in acht Gruppen an. Diese wurden nach den Ergebnissen der Weltmeisterschaft 1995 eingeteilt, wobei die 16 besten Mannschaften in die Gruppen A, B, C und D gelost wurden. Nur diese 16 Mannschaften spielten um den Titel. Die Gruppenzweiten und -dritten der Gruppen C und D erreichten die Platzierungsspiele um die Plätze 9 bis 16, zusammen mit den Gruppenvierten der Gruppen A und B und den Gruppensiegern der Gruppen E und F. Die Plätze 17 bis 24 wurden von Gruppensiegern der Gruppen G und H, den Gruppenzweiten und -dritten der Gruppen E und F sowie den Gruppenletzten der Gruppen C und D ausgespielt. Um die Plätze 25 bis 32 spielten die Letztplatzierten der Gruppen E und F und die Gruppenzweiten, -dritten und -vierten der Gruppen G und H.
Innerhalb der Gruppe wurde im Round Robin-Modus gespielt, die drei bestplatzierten Mannschaften der Gruppen A und B sowie die Sieger der Gruppen C und D zogen ins Halbfinale ein. Dieses wurde im K.-o.-System ausgetragen. Alle Plätze wurden ausgespielt.
Alle Mannschaften bestanden aus mindestens drei und höchstens vier Spielern, die in der Reihenfolge ihrer Spielstärke gemeldet werden mussten. Pro Begegnung wurden drei Einzelpartien bestritten. Eine Mannschaft hatte gewonnen, wenn ihre Spieler zwei der Einzelpartien gewinnen konnten. Die Spielreihenfolge der einzelnen Partien war unabhängig von der Meldereihenfolge der Spieler.

## Ergebnisse

### Vorrunde

#### Gruppe A
| Rang | Land        | Sp. | S | N | Sp.-Diff. | Punkte |
| ---- | ----------- | --- | - | - | --------- | ------ |
| 1    | Kanada      | 3   | 3 | 0 | 7:2       | 6      |
| 2    | England     | 3   | 2 | 1 | 7:2       | 4      |
| 3    | Pakistan    | 3   | 1 | 2 | 2:7       | 2      |
| 4    | Deutschland | 3   | 0 | 3 | 2:7       | 0      |

| Kanada   | – | England     | 2:1 |
| Kanada   | – | Pakistan    | 3:0 |
| Kanada   | – | Deutschland | 2:1 |
| England  | – | Pakistan    | 3:0 |
| England  | – | Deutschland | 3:0 |
| Pakistan | – | Deutschland | 2:1 |

#### Gruppe B
| Rang | Land       | Sp. | S | N | Sp.-Diff. | Punkte |
| ---- | ---------- | --- | - | - | --------- | ------ |
| 1    | Australien | 3   | 3 | 0 | 9:0       | 6      |
| 2    | Ägypten    | 3   | 2 | 1 | 4:5       | 4      |
| 3    | Finnland   | 3   | 1 | 2 | 3:6       | 2      |
| 4    | Wales      | 3   | 0 | 3 | 2:7       | 0      |

| Australien | – | Ägypten  | 3:0 |
| Australien | – | Finnland | 3:0 |
| Australien | – | Wales    | 3:0 |
| Ägypten    | – | Finnland | 2:1 |
| Ägypten    | – | Wales    | 2:1 |
| Finnland   | – | Wales    | 2:1 |

#### Gruppe C
| Rang | Land       | Sp. | S | N | Sp.-Diff. | Punkte |
| ---- | ---------- | --- | - | - | --------- | ------ |
| 1    | Südafrika  | 3   | 3 | 0 | 8:1       | 6      |
| 2    | Neuseeland | 3   | 2 | 1 | 4:5       | 4      |
| 3    | Frankreich | 3   | 1 | 2 | 5:4       | 2      |
| 4    | Spanien    | 3   | 0 | 3 | 1:8       | 0      |

| Südafrika  | – | Neuseeland | 3:0 |
| Südafrika  | – | Frankreich | 2:1 |
| Südafrika  | – | Spanien    | 3:0 |
| Neuseeland | – | Frankreich | 2:1 |
| Neuseeland | – | Spanien    | 2:1 |
| Frankreich | – | Spanien    | 3:0 |

#### Gruppe D
| Rang | Land        | Sp. | S | N | Sp.-Diff. | Punkte |
| ---- | ----------- | --- | - | - | --------- | ------ |
| 1    | Malaysia    | 3   | 3 | 0 | 7:2       | 6      |
| 2    | Schweden    | 3   | 2 | 1 | 7:2       | 4      |
| 3    | Schottland  | 3   | 1 | 2 | 4:5       | 2      |
| 4    | Argentinien | 3   | 0 | 3 | 0:9       | 0      |

| Malaysia   | – | Schweden    | 2:1 |
| Malaysia   | – | Schottland  | 2:1 |
| Malaysia   | – | Argentinien | 3:0 |
| Schweden   | – | Schottland  | 3:0 |
| Schweden   | – | Argentinien | 3:0 |
| Schottland | – | Argentinien | 3:0 |

#### Gruppe E
| Rang | Land        | Sp. | S | N | Sp.-Diff. | Punkte |
| ---- | ----------- | --- | - | - | --------- | ------ |
| 1    | Niederlande | 3   | 3 | 0 | 7:2       | 6      |
| 2    | Schweiz     | 3   | 2 | 1 | 7:2       | 4      |
| 3    | Dänemark    | 3   | 1 | 2 | 4:5       | 2      |
| 4    | Singapur    | 3   | 0 | 3 | 0:9       | 0      |

| Niederlande | – | Schweiz  | 2:1 |
| Niederlande | – | Dänemark | 2:1 |
| Niederlande | – | Singapur | 3:0 |
| Schweiz     | – | Dänemark | 3:0 |
| Schweiz     | – | Singapur | 3:0 |
| Dänemark    | – | Singapur | 3:0 |

#### Gruppe F
| Rang | Land       | Sp. | S | N | Sp.-Diff. | Punkte |
| ---- | ---------- | --- | - | - | --------- | ------ |
| 1    | Irland     | 3   | 3 | 0 | 8:1       | 6      |
| 2    | Österreich | 3   | 2 | 1 | 6:3       | 4      |
| 3    | Hongkong   | 3   | 1 | 2 | 4:5       | 2      |
| 4    | Brasilien  | 3   | 0 | 3 | 0:9       | 0      |

| Irland     | – | Österreich | 2:1 |
| Irland     | – | Hongkong   | 3:0 |
| Irland     | – | Brasilien  | 3:0 |
| Österreich | – | Hongkong   | 2:1 |
| Österreich | – | Brasilien  | 3:0 |
| Hongkong   | – | Brasilien  | 3:0 |

#### Gruppe G
| Rang | Land     | Sp. | S | N | Sp.-Diff. | Punkte |
| ---- | -------- | --- | - | - | --------- | ------ |
| 1    | Italien  | 3   | 3 | 0 | 8:1       | 6      |
| 2    | Nigeria  | 3   | 2 | 1 | 6:3       | 4      |
| 3    | Mexiko   | 3   | 1 | 2 | 4:5       | 2      |
| 4    | Portugal | 3   | 0 | 3 | 0:9       | 0      |

| Italien | – | Nigeria  | 2:1 |
| Italien | – | Mexiko   | 3:0 |
| Italien | – | Portugal | 3:0 |
| Nigeria | – | Mexiko   | 2:1 |
| Nigeria | – | Portugal | 3:0 |
| Mexiko  | – | Portugal | 3:0 |

#### Gruppe H
| Rang | Land               | Sp. | S | N | Sp.-Diff. | Punkte |
| ---- | ------------------ | --- | - | - | --------- | ------ |
| 1    | Vereinigte Staaten | 3   | 3 | 0 | 7:2       | 6      |
| 2    | Japan              | 3   | 1 | 2 | 4:5       | 2      |
| 3    | Kuwait             | 3   | 1 | 2 | 4:5       | 2      |
| 4    | Norwegen           | 3   | 1 | 2 | 3:6       | 2      |

| Vereinigte Staaten | – | Japan    | 2:1 |
| Vereinigte Staaten | – | Kuwait   | 2:1 |
| Vereinigte Staaten | – | Norwegen | 3:0 |
| Japan              | – | Kuwait   | 2:1 |
| Norwegen           | – | Japan    | 2:1 |
| Kuwait             | – | Norwegen | 2:1 |

### Viertelfinale
| Kanada     | – | Malaysia  | 3:0 |
| Ägypten    | – | Pakistan  | 3:0 |
| England    | – | Finnland  | 3:0 |
| Australien | – | Südafrika | 3:0 |

### Halbfinale
| England | – | Australien | 3:0 |
| Kanada  | – | Ägypten    | 2:1 |

### Finale
| England                                                 | Finale | Kanada                                                     |
| ------------------------------------------------------- | --- | ---------------------------------------------------------- |
| Team Simon Parke Del Harris Chris Walker Peter Marshall | Datum: 15. November 1997 Ort: Kuala Lumpur \| Simon Parke \| 9:1, 9:0, 9:0 \| Jonathon Power \| \| Chris Walker \| 9:1, 9:3, 9:4 \| Gary Waite \| \| Del Harris \| 9:1, 9:1 \| Graham Ryding \| Resultat: 3:0 | Team Jonathon Power Graham Ryding Gary Waite Kelly Patrick |
| Simon Parke                                             | 9:1, 9:0, 9:0 | Jonathon Power                                             |
| Chris Walker                                            | 9:1, 9:3, 9:4 | Gary Waite                                                 |
| Del Harris                                              | 9:1, 9:1 | Graham Ryding                                              |

## Abschlussplatzierungen
| Rang | Mannschaft |
| 01.  | England    |
| 02.  | Kanada     |
| 03.  | Australien |
| 04.  | Ägypten    |
| 05.  | Südafrika  |
| 06.  | Pakistan   |
| 07.  | Finnland   |
| 08.  | Malaysia   |

| Rang | Mannschaft  |
| 09.  | Deutschland |
| 10.  | Schweden    |
| 11.  | Neuseeland  |
| 12.  | Wales       |
| 13.  | Frankreich  |
| 14.  | Niederlande |
| 15.  | Schottland  |
| 16.  | Irland      |

| Rang | Mannschaft         |
| 17.  | Schweiz            |
| 18.  | Österreich         |
| 19.  | Dänemark           |
| 20.  | Argentinien        |
| 21.  | Spanien            |
| 22.  | Italien            |
| 23.  | Vereinigte Staaten |
| 24.  | Hongkong           |

| Rang | Mannschaft |
| 25.  | Nigeria    |
| 26.  | Mexiko     |
| 27.  | Japan      |
| 28.  | Kuwait     |
| 29.  | Norwegen   |
| 30.  | Brasilien  |
| 31.  | Singapur   |
| 32.  | Portugal   |